# Jean-Claude Jouret
Pour les articles homonymes, voir Jouret.
Jean-Claude Jouret, est un enseignant, essayiste, conférencier et collectionneur belge, spécialiste de l'œuvre d'Hergé.

## Biographie
Depuis son enfance, il est passionné par l'univers des Aventures de Tintin. Il va mêler sa vie professionnelle à sa passion.
Il obtient une licence en sciences commerciales et consulaires et un doctorat en information et communication à l'UCLouvain. Il est cofondateur de l'ASBL Les Amis de Hergé en 1985 et comme chroniqueur, il écrit sporadiquement dans la revue éponyme de 1985 à 2002. Jouret est notamment le premier secrétaire général de la Fondation Hergé (1987-1992), administrateur de la Baran international licensing et administrateur délégué de la S.A. Tintin Licensing (1987-1992),.
En 1991, il publie un premier essai : Tintin et le merchandising : une gestion stratégique des droits dérivés, publié aux éditions parisiennes du Cercle de la librairie, consacré aux droits dérivés de l'œuvre d'Hergé. Il défend sa thèse : Hergé et Tintin : de l'abbé Wallez à Steven Spielberg... le 22 mai 2014 à Mons.
En 2014, il est représentant de la société civile au sein du Jury d’éthique publicitaire (JEP).
C'est comme spécialiste d'Hergé qu'il intervient sur les ondes de la RTBF en 2015,,.
Jean-Claude Jouret traite, dans Hergé et la publicité, (2016), d'un sujet qui lui est familier. L'ouvrage emprunte quatre voies inédites pour comprendre le maître : Hergé et la publicité ; les techniques publicitaires au service de la promotion des aventures de Tintin ; la publicité dans les aventures de Tintin ; et enfin l’utilisation publicitaire des héros d’Hergé. Dans Le Carnet et les Instants, Frédéric Saenen qualifie l'ouvrage de : « passionnant, richement documenté et, sujet oblige, à la composition impeccable ». L'année suivante, il sort le deuxième ouvrage de la collection « Étude-recherche » intitulé : Hergé de l'abbé Wallez à Steven Spielberg, publié aux Éditions Weyrich.
Il est actuellement consultant en entreprise et professeur à l'Institut des hautes études des communications sociales (IHECS) et à l'Institut catholique des hautes études commerciales (ICHEC) à Bruxelles,. Depuis l'année académique 2023-2024, il enseigne le marketing à l'École supérieure de commerce et marketing Istec Bruxelles.

### Vie privée
Il est marié et vit à Lessines en 2016.

## Œuvre

### Ouvrages sur l'œuvre d'Hergé
- Jean-Claude Jouret (préf. Jean Biernaux), Tintin et le merchandising : une gestion stratégique des droits dérivés, Louvain-la-Neuve ; Paris, Académia ; Cercle de la librairie, 1991, 91 p., ill. ; 24 cm (ISBN 2-87209-117-3 et 2-7654-0473-9, présentation en ligne)
- Jean-Claude Jouret (préf. Alain Baran), Hergé et la publicité[16],[15], Neufchâteau, Éditions Weyrich, coll. « Étude-recherche » (no 1), 2016, 199 p., ill. ; 26 cm (ISBN 978-2-87489-344-5, présentation en ligne)
- Jean-Claude Jouret, Hergé de l'abbé Wallez à Steven Spielberg, Neufchâteau, Éditions Weyrich, coll. « Étude-recherche » (no 2), 2017, 168 p., ill. ; 26 cm (ISBN 978-2-87489-422-0, présentation en ligne).

### Autres ouvrages
- Jean-Claude Jouret, « Le Dessin de presse, une alternative à la photographie de presse ? », dans Contredire l'entreprise (Actes du colloque de Louvain-la-Neuve, 23 octobre 2009), Louvain-la-Neuve, Presses universitaires de Louvain, 2013, 162 p. (ISBN 9782875581907, OCLC 1055238398, lire en ligne), p. 141-150.

### Écrits
- « Éthique et publicité, un mariage impossible ? », Analyses, La Fonderie,‎ 2023 (lire en ligne [PDF], consulté le 31 décembre 2024).

### Conférences
- Tintin et son fan club (2/2), Académie royale de Belgique, Collège Belgique, le 9 mars 2015[20].
- Les collections ont-elles un genre ?, colloque (dir.), Bibliotheca Wittockiana, le 18 novembre 2022[21].
- Hergé et la publicité, assemblée générale des Amis de Hergé, Nivelles, le 11 mars 2017[22]

#### Articles
- Alain Lechien, « Dexia devient Belfius: relisez le chat avec Jean-Claude Jouret (IHECS) », RTBF,‎ 1er mars 2012 (lire en ligne, consulté le 31 décembre 2024).
- Jean-Claude Jouret (interviewé par Raphaël Meulders), « Jouret : "Belgacom pouvait être perçue comme trop 'belgo-belge'" », La Libre Belgique,‎ 11 mars 2014 (lire en ligne , consulté le 31 décembre 2024).
- Jean-Claude Jouret (interviewé), « Jean-Claude Jouret : «Cela peut fidéliser le client» », Le Soir,‎ 26 septembre 2014 (lire en ligne , consulté le 31 décembre 2024).
- Jean-Claude Jouret (interviewé), « Interview : Jean-Claude Jouret (Ichec) : "Les marques qui renaissent sont celles qui sont parvenues à se réinventer" », L'Écho,‎ 26 juillet 2022 (lire en ligne , consulté le 31 décembre 2024).

### Émissions de radio
- Tintin : mille milliards de mille passions !, émission Je pense donc j'agis présentée par Melchior Gormand sur Radio chrétienne francophone, (57 min 56 s), 9 mars 2023.

### Émissions de télévision
- Hergé et la publicité sur Notélé, intervenant : Jean-Claude Jouret (4 min 19 s), 13 février 2016.
- Profession: tintinophile sur Notélé, intervenant : Jean-Claude Jouret (15 min 45 s), 5 juin 2016.

### Vidéographie
- [vidéo] « Les Amis de Hergé 2015 - Alain Baran et Jean-Claude Jouret », sur YouTube, 15 mars 2015
- [vidéo] « Entretien avec Jean-Claude Jouret à propos des campagnes publicitaires de ski », sur YouTube, 10 décembre 2015
- [vidéo] « Ihecs Café - Jean-Claude Jouret, auteur de Hergé et la publicité », sur YouTube, 8 mars 2016